# Robson Leite
Robson Leite (Rio de Janeiro, 16 de maio de 1972) é professor, mestre em administração, gestão e estratégia pública pela UFRRJ, detentor do prêmio de melhor dissertação de Mestrado pela SBAP (Sociedade Brasileira de Administração Pública) em 2019, funcionário concursado da Petrobras, voluntário de pré-vestibulares comunitários, professor universitário, escritor, colunista da carta maior, ex-superintendente do ministério do trabalho, ex-deputado estadual, palestrante e político brasileiro.
Ex-deputado estadual do Rio de Janeiro pelo Partido dos Trabalhadores de 2011 a 2014. Obteve mais de 25.000 votos, sendo o terceiro candidato mais votado de seu partido no município do Rio de Janeiro em 2010.

## Biografia
Nascido e criado em Jacarepaguá, bairro onde ainda mora, é casado e pai de dois filhos. Católico, iniciou sua militância nas Pastorais Sociais da Igreja, onde aprendeu a lutar por um mundo onde o Bem Comum seja um valor imprescindível e esteja acima dos interesses individuais.
Atuou como educador popular em núcleos de pré-vestibulares comunitários da Baixada e Zona Oeste, desde 1998 até o ano de 2010, quando se licenciou em virtude das eleições. Foi a partir desta vivência nos prés-comunitários que percebeu a necessidade de mais representação política popular nos espaços públicos do Estado do Rio de Janeiro, como nas Câmaras Municipais e na Assembléia Legislativa. Filiou-se então ao Partido dos Trabalhadores e participou de núcleos de base.
Em 2008, se candidatou a Vereador. Em sua primeira postulação a um cargo eletivo, obteve 10681 votos, não se elegendo por 42 votos. Mesmo sem alcançar o número de votos necessários para a Câmara dos vereadores do Rio de Janeiro, continuou atuante na luta, com grande incentivo e apoio, nos espaços da Igreja e também na educação popular.
Seguiu sua carreira na Petrobras, onde é funcionário concursado. Tornou-se Chefe de Gabinete da Presidência da Petrobras Biocombustível .Robson Leite costuma afirmar que foi lá que pode perceber como é possível combinar crescimento econômico com redistribuição de renda e desenvolvimento local no Brasil.
Em 2010,  após receber mais de 25 mil votos - sendo o terceiro candidato mais votado do Partido dos Trabalhadores no município do Rio de Janeiro-, assumiu como suplente, o seu primeiro mandato de Deputado Estadual.
Empossado como Deputado Estadual, começou uma nova fase da sua atuação política, sem largar mão das bandeiras e das lutas que marcaram sua trajetória até o parlamento. Enfim, tornando realidade o sonho de um mandato participativo, construído coletivamente e democraticamente.

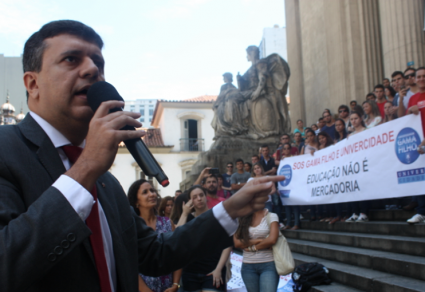
Robson Leite em ato em defesa da educação em frente à ALERJ.

Nas lutas educacionais, também se destacou pela Lei das Férias Unificadas em Janeiro para professores da rede pública e privada. Assim como o a luta pela aprovação do projeto que institui as Férias Unificadas na segunda quinzena de Julho.
Entre várias frentes de atuação, enquanto deputado, foi presidente da Comissão de Cultura da ALERJ, articulando diversas conquistas para os artistas e produtores culturais do estado. Ademais apresentou projeto de lei para estabelecimento de mecanismos contra o trabalho escravo no estado. Autor da Lei da Ficha Limpa para o Estado do Rio de Janeiro.
Robson Leite esteve como deputado estadual na ALERJ de 2010 a janeiro de 2014. A sua saída da ALERJ, em janeiro de 2014, ocorreu após o rompimento do PT com o PMDB no Estado do Rio de Janeiro. Robson foi o pioneiro da bancada estadual do PT a defender o rompimento, ainda no primeiro semestre de 2013, mesmo sabendo que perderia o seu mandato, uma vez que era suplente e com o rompimento ocorreria o retorno dos deputados que ocupavam secretarias estaduais no governo Cabral.
Nas eleições de 2014, Robson Leite obteve 24.249 votos ficando como suplente.
Encerrado este ciclo, Robson Leite retomou a sua carreira na Petrobras onde atualmente é Gerente Geral da Universidade Petrobras (RH/UP).

## Obras
- Fé e Política se misturam? Uma reflexão necessária. (Mundo e Missão; 2007)[2]
- O Alfabeto da Cidadania - A pedagogia da fé e da política na construção de outro mundo possível (Mundo e Missão; 2013)[3]
- Estratégia e Liderança em tempos de profundas mudanças: o caminho do sucesso na organização pública (Editora Dialética, 2022)[4]